# Cúp Intertoto 1986
Trong Cúp Intertoto 1986 không có các vòng đấu loại trực tiếp, và vì vậy không công bố đội vô địch.

## Vòng bảng
Các đội bóng được chia thành 12 bảng, mỗi bảng 4 đội.

### Bảng 1
| XH | Đội                | Tr | T | H | T | BT | BB | HS  | Đ |
| -- | ------------------ | -- | - | - | - | -- | -- | --- | - |
| 1  | Fortuna Düsseldorf | 6  | 3 | 2 | 1 | 17 | 7  | +10 | 8 |
| 2  | MTK                | 6  | 2 | 3 | 1 | 13 | 10 | +3  | 7 |
| 3  | Liège              | 6  | 2 | 1 | 3 | 7  | 14 | −7  | 5 |
| 4  | N.E.C.             | 6  | 1 | 2 | 3 | 7  | 13 | −6  | 4 |

Nguồn: 
Quy tắc xếp hạng: 1. Điểm; 2. Hiệu số bàn thắng; 3. Số bàn thắng.
(VĐ) = Vô địch; (XH) = Xuống hạng; (LH) = Lên hạng; (O) = Thắng trận Play-off; (A) = Lọt vào vòng sau. 
Chỉ được áp dụng khi mùa giải chưa kết thúc: 
(Q) = Lọt vào vòng đấu cụ thể của giải đấu đã nêu; (TQ) = Giành vé dự giải đấu, nhưng chưa tới vòng đấu đã nêu.

### Bảng 2
| XH | Đội             | Tr | T | H | T | BT | BB | HS | Đ |
| -- | --------------- | -- | - | - | - | -- | -- | -- | - |
| 1  | Union Berlin    | 6  | 4 | 1 | 1 | 11 | 8  | +3 | 9 |
| 2  | Bayer Uerdingen | 6  | 4 | 0 | 2 | 13 | 8  | +5 | 8 |
| 3  | Lausanne Sports | 6  | 2 | 1 | 3 | 7  | 6  | +1 | 5 |
| 4  | Standard Liège  | 6  | 1 | 0 | 5 | 6  | 15 | −9 | 2 |

Nguồn: 
Quy tắc xếp hạng: 1. Điểm; 2. Hiệu số bàn thắng; 3. Số bàn thắng.
(VĐ) = Vô địch; (XH) = Xuống hạng; (LH) = Lên hạng; (O) = Thắng trận Play-off; (A) = Lọt vào vòng sau. 
Chỉ được áp dụng khi mùa giải chưa kết thúc: 
(Q) = Lọt vào vòng đấu cụ thể của giải đấu đã nêu; (TQ) = Giành vé dự giải đấu, nhưng chưa tới vòng đấu đã nêu.

### Bảng 3
| XH | Đội           | Tr | T | H | T | BT | BB | HS | Đ |
| -- | ------------- | -- | - | - | - | -- | -- | -- | - |
| 1  | Malmö FF      | 6  | 3 | 1 | 2 | 13 | 5  | +8 | 7 |
| 2  | Videoton      | 6  | 2 | 2 | 2 | 7  | 7  | 0  | 6 |
| 3  | Górnik Zabrze | 6  | 3 | 0 | 3 | 5  | 6  | −1 | 6 |
| 4  | Rosenborg     | 6  | 1 | 3 | 2 | 5  | 12 | −7 | 5 |

Nguồn: 
Quy tắc xếp hạng: 1. Điểm; 2. Hiệu số bàn thắng; 3. Số bàn thắng.
(VĐ) = Vô địch; (XH) = Xuống hạng; (LH) = Lên hạng; (O) = Thắng trận Play-off; (A) = Lọt vào vòng sau. 
Chỉ được áp dụng khi mùa giải chưa kết thúc: 
(Q) = Lọt vào vòng đấu cụ thể của giải đấu đã nêu; (TQ) = Giành vé dự giải đấu, nhưng chưa tới vòng đấu đã nêu.

### Bảng 4
| XH | Đội              | Tr | T | H | T | BT | BB | HS | Đ |
| -- | ---------------- | -- | - | - | - | -- | -- | -- | - |
| 1  | Rot-Weiss Erfurt | 6  | 4 | 1 | 1 | 8  | 4  | +4 | 9 |
| 2  | Kalmar           | 6  | 3 | 2 | 1 | 12 | 10 | +2 | 8 |
| 3  | Vitosha Sofia    | 6  | 2 | 2 | 2 | 12 | 11 | +1 | 6 |
| 4  | Lillestrøm       | 6  | 0 | 1 | 5 | 2  | 9  | −7 | 1 |

Nguồn: 
Quy tắc xếp hạng: 1. Điểm; 2. Hiệu số bàn thắng; 3. Số bàn thắng.
(VĐ) = Vô địch; (XH) = Xuống hạng; (LH) = Lên hạng; (O) = Thắng trận Play-off; (A) = Lọt vào vòng sau. 
Chỉ được áp dụng khi mùa giải chưa kết thúc: 
(Q) = Lọt vào vòng đấu cụ thể của giải đấu đã nêu; (TQ) = Giành vé dự giải đấu, nhưng chưa tới vòng đấu đã nêu.

### Bảng 5
| XH | Đội            | Tr | T | H | T | BT | BB | HS | Đ |
| -- | -------------- | -- | - | - | - | -- | -- | -- | - |
| 1  | Sigma Olomouc  | 6  | 3 | 1 | 2 | 12 | 11 | +1 | 7 |
| 2  | Hannover 96    | 6  | 2 | 2 | 2 | 10 | 10 | 0  | 6 |
| 3  | Legia Warszawa | 6  | 2 | 2 | 2 | 9  | 9  | 0  | 6 |
| 4  | Young Boys     | 6  | 2 | 1 | 3 | 9  | 10 | −1 | 5 |

Nguồn: 
Quy tắc xếp hạng: 1. Điểm; 2. Hiệu số bàn thắng; 3. Số bàn thắng.
(VĐ) = Vô địch; (XH) = Xuống hạng; (LH) = Lên hạng; (O) = Thắng trận Play-off; (A) = Lọt vào vòng sau. 
Chỉ được áp dụng khi mùa giải chưa kết thúc: 
(Q) = Lọt vào vòng đấu cụ thể của giải đấu đã nêu; (TQ) = Giành vé dự giải đấu, nhưng chưa tới vòng đấu đã nêu.

### Bảng 6
| XH | Đội                | Tr | T | H | T | BT | BB | HS | Đ  |
| -- | ------------------ | -- | - | - | - | -- | -- | -- | -- |
| 1  | Újpest             | 6  | 5 | 0 | 1 | 12 | 6  | +6 | 10 |
| 2  | AGF                | 6  | 3 | 0 | 3 | 8  | 9  | −1 | 6  |
| 3  | Grasshopper        | 6  | 2 | 1 | 3 | 9  | 9  | 0  | 5  |
| 4  | Admira Wacker Wein | 6  | 1 | 1 | 4 | 5  | 10 | −5 | 3  |

Nguồn: 
Quy tắc xếp hạng: 1. Điểm; 2. Hiệu số bàn thắng; 3. Số bàn thắng.
(VĐ) = Vô địch; (XH) = Xuống hạng; (LH) = Lên hạng; (O) = Thắng trận Play-off; (A) = Lọt vào vòng sau. 
Chỉ được áp dụng khi mùa giải chưa kết thúc: 
(Q) = Lọt vào vòng đấu cụ thể của giải đấu đã nêu; (TQ) = Giành vé dự giải đấu, nhưng chưa tới vòng đấu đã nêu.

### Bảng 7
| XH | Đội         | Tr | T | H | T | BT | BB | HS  | Đ  |
| -- | ----------- | -- | - | - | - | -- | -- | --- | -- |
| 1  | Brøndby     | 6  | 4 | 2 | 0 | 16 | 8  | +8  | 10 |
| 2  | Widzew Łódź | 6  | 4 | 1 | 1 | 16 | 11 | +5  | 9  |
| 3  | Magdeburg   | 6  | 1 | 1 | 4 | 12 | 15 | −3  | 3  |
| 4  | St. Gallen  | 6  | 1 | 0 | 5 | 6  | 16 | −10 | 2  |

Nguồn: 
Quy tắc xếp hạng: 1. Điểm; 2. Hiệu số bàn thắng; 3. Số bàn thắng.
(VĐ) = Vô địch; (XH) = Xuống hạng; (LH) = Lên hạng; (O) = Thắng trận Play-off; (A) = Lọt vào vòng sau. 
Chỉ được áp dụng khi mùa giải chưa kết thúc: 
(Q) = Lọt vào vòng đấu cụ thể của giải đấu đã nêu; (TQ) = Giành vé dự giải đấu, nhưng chưa tới vòng đấu đã nêu.

### Bảng 8
| XH | Đội             | Tr | T | H | T | BT | BB | HS  | Đ  |
| -- | --------------- | -- | - | - | - | -- | -- | --- | -- |
| 1  | Lyngby          | 6  | 6 | 0 | 0 | 16 | 3  | +13 | 12 |
| 2  | Maccabi Haifa   | 6  | 2 | 2 | 2 | 7  | 10 | −3  | 6  |
| 3  | Hapoel Tel Aviv | 6  | 1 | 2 | 3 | 9  | 12 | −3  | 4  |
| 4  | Grazer AK       | 6  | 1 | 0 | 5 | 3  | 10 | −7  | 2  |

Nguồn: 
Quy tắc xếp hạng: 1. Điểm; 2. Hiệu số bàn thắng; 3. Số bàn thắng.
(VĐ) = Vô địch; (XH) = Xuống hạng; (LH) = Lên hạng; (O) = Thắng trận Play-off; (A) = Lọt vào vòng sau. 
Chỉ được áp dụng khi mùa giải chưa kết thúc: 
(Q) = Lọt vào vòng đấu cụ thể của giải đấu đã nêu; (TQ) = Giành vé dự giải đấu, nhưng chưa tới vòng đấu đã nêu.

### Bảng 9
| XH | Đội             | Tr | T | H | T | BT | BB | HS | Đ |
| -- | --------------- | -- | - | - | - | -- | -- | -- | - |
| 1  | Lech Poznań     | 6  | 2 | 4 | 0 | 11 | 4  | +7 | 8 |
| 2  | Linzer ASK      | 6  | 1 | 5 | 0 | 6  | 5  | +1 | 7 |
| 3  | Odense          | 6  | 2 | 2 | 2 | 12 | 14 | −2 | 6 |
| 4  | Siófoki Bányász | 6  | 0 | 3 | 3 | 6  | 12 | −6 | 3 |

Nguồn: 
Quy tắc xếp hạng: 1. Điểm; 2. Hiệu số bàn thắng; 3. Số bàn thắng.
(VĐ) = Vô địch; (XH) = Xuống hạng; (LH) = Lên hạng; (O) = Thắng trận Play-off; (A) = Lọt vào vòng sau. 
Chỉ được áp dụng khi mùa giải chưa kết thúc: 
(Q) = Lọt vào vòng đấu cụ thể của giải đấu đã nêu; (TQ) = Giành vé dự giải đấu, nhưng chưa tới vòng đấu đã nêu.

### Bảng 10
| XH | Đội           | Tr | T | H | T | BT | BB | HS | Đ |
| -- | ------------- | -- | - | - | - | -- | -- | -- | - |
| 1  | IFK Göteborg  | 6  | 4 | 0 | 2 | 13 | 7  | +6 | 8 |
| 2  | Vítkovice     | 6  | 3 | 1 | 2 | 9  | 12 | −3 | 7 |
| 3  | Sredets Sofia | 6  | 3 | 0 | 3 | 8  | 6  | +2 | 6 |
| 4  | Zürich        | 6  | 1 | 1 | 4 | 8  | 13 | −5 | 3 |

Nguồn: 
Quy tắc xếp hạng: 1. Điểm; 2. Hiệu số bàn thắng; 3. Số bàn thắng.
(VĐ) = Vô địch; (XH) = Xuống hạng; (LH) = Lên hạng; (O) = Thắng trận Play-off; (A) = Lọt vào vòng sau. 
Chỉ được áp dụng khi mùa giải chưa kết thúc: 
(Q) = Lọt vào vòng đấu cụ thể của giải đấu đã nêu; (TQ) = Giành vé dự giải đấu, nhưng chưa tới vòng đấu đã nêu.

### Bảng 11
| XH | Đội           | Tr | T | H | T | BT | BB | HS | Đ  |
| -- | ------------- | -- | - | - | - | -- | -- | -- | -- |
| 1  | Slavia Prague | 6  | 4 | 2 | 0 | 11 | 2  | +9 | 10 |
| 2  | Sturm Graz    | 6  | 3 | 1 | 2 | 7  | 11 | −4 | 7  |
| 3  | Luzern        | 6  | 2 | 1 | 3 | 10 | 12 | −2 | 5  |
| 4  | Ferencváros   | 6  | 1 | 0 | 5 | 9  | 12 | −3 | 2  |

Nguồn: 
Quy tắc xếp hạng: 1. Điểm; 2. Hiệu số bàn thắng; 3. Số bàn thắng.
(VĐ) = Vô địch; (XH) = Xuống hạng; (LH) = Lên hạng; (O) = Thắng trận Play-off; (A) = Lọt vào vòng sau. 
Chỉ được áp dụng khi mùa giải chưa kết thúc: 
(Q) = Lọt vào vòng đấu cụ thể của giải đấu đã nêu; (TQ) = Giành vé dự giải đấu, nhưng chưa tới vòng đấu đã nêu.

### Bảng 12
| XH | Đội             | Tr | T | H | T | BT | BB | HS  | Đ |
| -- | --------------- | -- | - | - | - | -- | -- | --- | - |
| 1  | Carl Zeiss Jena | 6  | 4 | 1 | 1 | 10 | 3  | +7  | 9 |
| 2  | ÖIS             | 6  | 3 | 2 | 1 | 9  | 4  | +5  | 8 |
| 3  | RH Cheb         | 6  | 2 | 1 | 3 | 11 | 13 | −2  | 5 |
| 4  | Saarbrücken     | 6  | 1 | 0 | 5 | 8  | 18 | −10 | 2 |

Nguồn: 
Quy tắc xếp hạng: 1. Điểm; 2. Hiệu số bàn thắng; 3. Số bàn thắng.
(VĐ) = Vô địch; (XH) = Xuống hạng; (LH) = Lên hạng; (O) = Thắng trận Play-off; (A) = Lọt vào vòng sau. 
Chỉ được áp dụng khi mùa giải chưa kết thúc: 
(Q) = Lọt vào vòng đấu cụ thể của giải đấu đã nêu; (TQ) = Giành vé dự giải đấu, nhưng chưa tới vòng đấu đã nêu.